# Snit (bridge)
Een snit of finesse is bij bridge een speelwijze, waarbij van een aantal kaarten niet de hoogste wordt gespeeld, in de hoop zo een slag extra te krijgen als de tussenliggende kaart of kaarten bij de juiste tegenstander zitten.
Heeft een leider bijvoorbeeld in één hand aas en vrouw van een kleur, maar mist hij de heer, dan kan hij vanuit de andere hand die kleur aanspelen, en als er een kleine kaart gespeeld wordt, de vrouw leggen. Als de speler vóór aas-vrouw de heer heeft, dan worden op deze manier twee slagen gemaakt (zowel de aas als de vrouw wordt een slag). Is dat de speler achter aas-vrouw, dan werkt de snit niet en maakt de leider slechts één slag in deze kleur.